# كلود بيك
كلود بيك (بالإنجليزية: Claude Beck)‏ هو جراح أمريكي، ولد في 8 نوفمبر 1894 في شاموكين في الولايات المتحدة، وتوفي في 1971 في كليفلاند في الولايات المتحدة بسبب سكتة.

## وصلات خارجية
- كلود بيك على موقع الموسوعة البريطانية (الإنجليزية)
- كلود بيك على موقع مونزينجر (الألمانية)